# Funció elemental
En matemàtiques, una funció elemental és una funció d'una variable construïda a partir d'un nombre finit d'exponencials, logaritmes, constants i arrels d'equacions a través de la composició de funcions i combinacions emprant les quatre operacions elementals (suma, resta, multiplicació i divisió). Les funcions trigonomètriques i les seves inverses es consideren incloses en el conjunt de les funcions elementals a base d'emprar variables complexes i les relacions entre les funcions trigonomètriques i les funcions logarítmiques i exponencials.
Les funcions elementals es consideren un subconjunt del conjunt de les funcions especials.
Un exemple de funció elemental és
{\displaystyle {\frac {e^{\tan(x)}}{1-x^{2}}}\sin \left({\sqrt {1+\ln ^{2}x}}\,\right)}
Un exemple d'una funció que no és elemental és la funció d'error
{\displaystyle \mathrm {erf} (x)={\frac {2}{\sqrt {\pi }}}\int _{0}^{x}e^{-t^{2}}\,dt,}
fet que no es pot veure directament a partir de la definició de funció elemental però que es pot demostrar emprant l'algorisme de Risch.
Les funcions elementals varen ser introduïdes per Joseph Liouville en una sèrie d'articles publicats des del 1833 fins al 1841. Joseph Fels Ritt, en la dècada del 1930, va començar el tractament algebraic de les funcions elementals.

## Àlgebra diferencial
La definició matemàtica de funció elemental, o d'una funció en forma elemental, es planteja en el context de l'àlgebra diferencial. Un àlgebra diferencial és una àlgebra a la que se li afegeix l'operació de derivació (la versió algebraica de la derivada). Emprant l'operació de derivació es poden escriure noves equacions i les seves solucions es poden utilitzar per construir extensions de l'àlgebra. Començant amb el cos de les funcions racionals, es poden afegir dos tipus especials de funcions transcendents (el logaritme i l'exponencial) a aquest cos a base de construir una pila que conté funcions elementals.
Un cos diferencial F és un cos F0 (funcions racionals sobre els racionals Q per exemple) conjuntament amb una aplicació derivació u → ∂u. (Aquí ∂u és una funció nova. De vegades es fa servir la notació u′ .) A l'aplicació derivació se li assignen les propietats de la derivada, així per a qualsevol parell d'elements del cos base, l'aplicació derivació és lineal
{\displaystyle \partial (u+v)=\partial u+\partial v}
I satisfà la regla del producte
{\displaystyle \partial (u\cdot v)=\partial u\cdot v+u\cdot \partial v\,.}
Un element h és una constant si ∂h = 0. Si el cos base ho és sobre els racionals, s'ha d'anar emb compte en estendre el cos d'afegir-li les constants transcendents que calgui.
Una funció u d'una extensió diferencial F[u] d'un cos diferencial F és una funció elemental' sobre F si la funció u
- és algebraica sobre F, o
- és una exponencial, és a dir, ∂u = u ∂a per a ∈ F, o
- és un logaritme, és a dir, ∂u = ∂a / a per a a ∈ F.

(aquest és el teorema de Liouville).